# WNBA Finals Most Valuable Player Award
Il WNBA Finals Most Valuable Player Award (MVP) è il premio conferito dalla Women's National Basketball Association alla miglior giocatrice delle finali.

## Vincitrici
|  | Eletto nella Basketball Hall of Fame |

| Anno | Giocatore           | Nazionalità          | Squadra          |
| ---- | ------------------- | -------------------- | ---------------- |
| 1997 | Cynthia Cooper      | Stati Uniti          | Houston Comets   |
| 1998 | Cynthia Cooper (2)  | Stati Uniti          | Houston Comets   |
| 1999 | Cynthia Cooper (3)  | Stati Uniti          | Houston Comets   |
| 2000 | Cynthia Cooper (4)  | Stati Uniti          | Houston Comets   |
| 2001 | Lisa Leslie         | Stati Uniti          | L.A. Sparks      |
| 2002 | Lisa Leslie (2)     | Stati Uniti          | L.A. Sparks      |
| 2003 | Ruth Riley          | Stati Uniti          | Detroit Shock    |
| 2004 | Betty Lennox        | Stati Uniti          | Seattle Storm    |
| 2005 | Yolanda Griffith    | Stati Uniti          | Sacramento Mon.s |
| 2006 | Deanna Nolan        | Stati Uniti          | Detroit Shock    |
| 2007 | Cappie Pondexter    | Stati Uniti          | Phoenix Mercury  |
| 2008 | Katie Smith         | Stati Uniti          | Detroit Shock    |
| 2009 | Diana Taurasi       | Stati Uniti          | Phoenix Mercury  |
| 2010 | Lauren Jackson      | Australia            | Seattle Storm    |
| 2011 | Seimone Augustus    | Stati Uniti          | Minnesota Lynx   |
| 2012 | Tamika Catchings    | Stati Uniti          | Indiana Fever    |
| 2013 | Maya Moore          | Stati Uniti          | Minnesota Lynx   |
| 2014 | Diana Taurasi (2)   | Stati Uniti          | Phoenix Mercury  |
| 2015 | Sylvia Fowles       | Stati Uniti          | Minnesota Lynx   |
| 2016 | Candace Parker      | Stati Uniti          | L.A. Sparks      |
| 2017 | Sylvia Fowles (2)   | Stati Uniti          | Minnesota Lynx   |
| 2018 | Breanna Stewart     | Stati Uniti          | Seattle Storm    |
| 2019 | Emma Meesseman      | Belgio               | Wash. Mystics    |
| 2020 | Breanna Stewart (2) | Stati Uniti          | Seattle Storm    |
| 2021 | Kahleah Copper      | Stati Uniti          | Chicago Sky      |
| 2022 | Chelsea Gray        | Stati Uniti          | Las Vegas Aces   |
| 2023 | A'ja Wilson         | Stati Uniti          | Las Vegas Aces   |
| 2024 | Jonquel Jones       | Bosnia ed Erzegovina | N.Y. Liberty     |

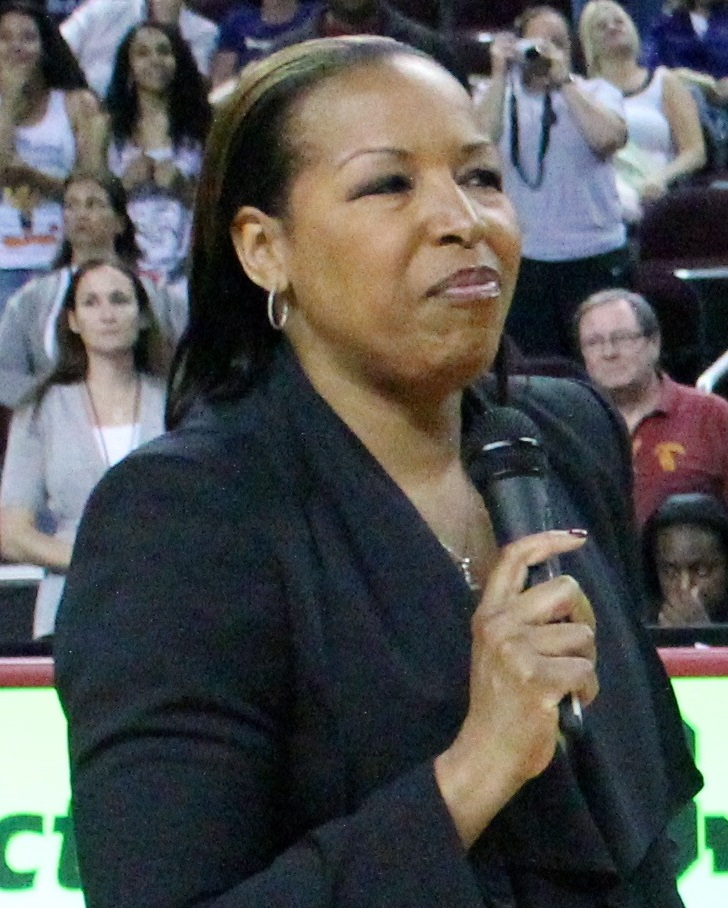
Cynthia Cooper, 4 volte MVP delle Finals e 4 volte vincitrice del titolo WNBA con gli Houston Comets.

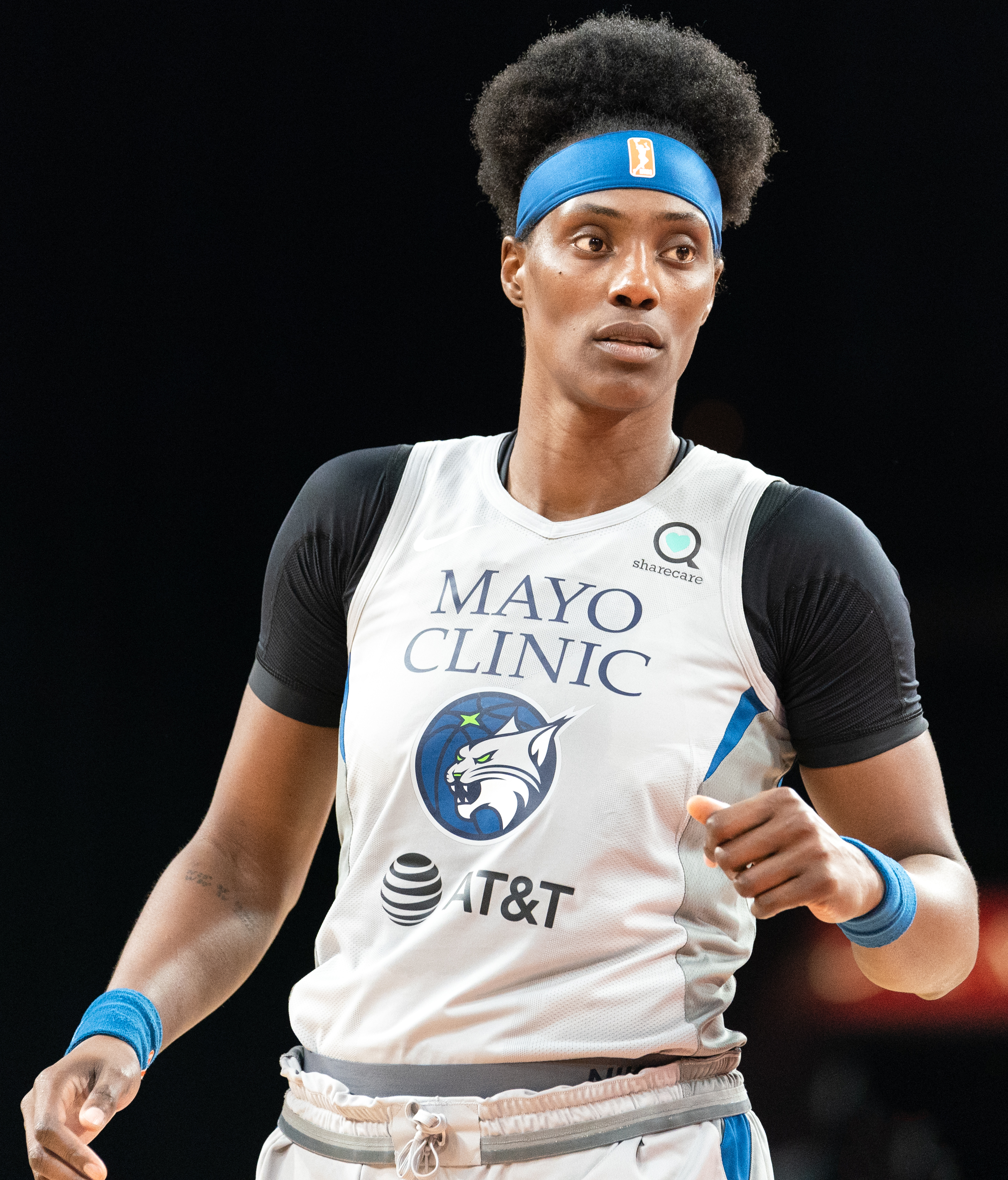
Sylvia Fowles, 2 volte MVP delle Finals e 2 volte vincitrice del titolo WNBA con i Minnesota Lynx.

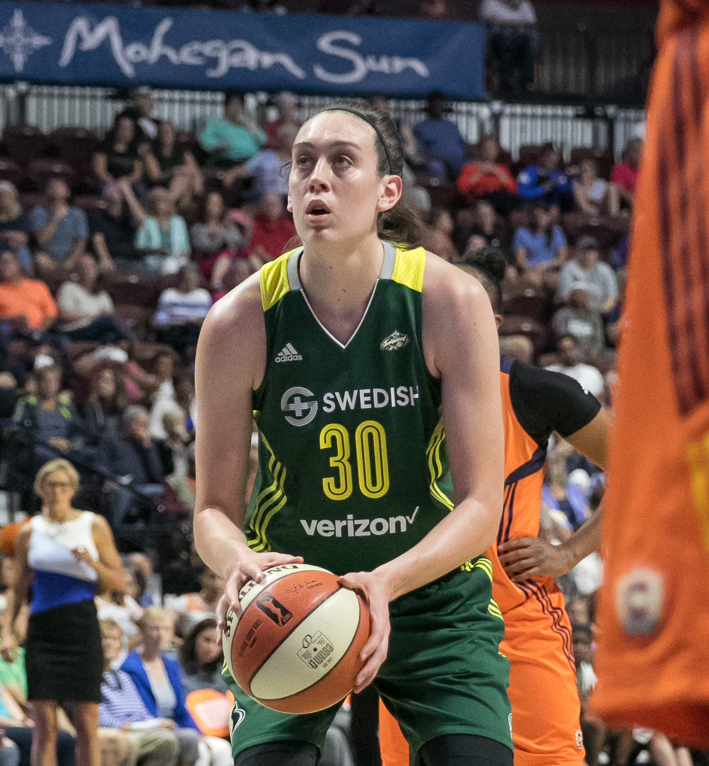
Breanna Stewart, 2 volte MVP delle Finals e 2 volte vincitrice del titolo WNBA con i Seattle Storm.

In grassetto le giocatrici ancora in attività.

## Plurivincitrici del premio MVP
| Vinti | Giocatrice                              |
| ----- | --------------------------------------- |
| 4     | Cynthia Cooper (1997, 1998, 1999, 2000) |
| 2     | Lisa Leslie (2001, 2002)                |
| 2     | Diana Taurasi (2009, 2014)              |
| 2     | Sylvia Fowles (2015, 2017)              |
| 2     | Breanna Stewart (2018, 2020)            |

## Squadre Vincitrici
| Vinti | Squadra          | Anni                   |
| ----- | ---------------- | ---------------------- |
| 4     | Houston Comets   | 1997, 1998, 1999, 2000 |
| 4     | Minnesota Lynx   | 2011, 2013, 2015, 2017 |
| 4     | Seattle Storm    | 2004, 2010, 2018, 2020 |
| 3     | Detroit Shock    | 2003, 2006, 2008       |
| 3     | Phoenix Mercury  | 2007, 2009, 2014       |
| 3     | L.A. Sparks      | 2001, 2002, 2016       |
| 2     | Las Vegas Aces   | 2022, 2023             |
| 1     | Sacramento Mon.s | 2005                   |
| 1     | Indiana Fever    | 2012                   |
| 1     | Wash. Mystics    | 2019                   |
| 1     | Chicago Sky      | 2021                   |
| 1     | N.Y. Liberty     | 2024                   |